# 吉田重延
吉田 重延（よしだ しげのぶ、1909年2月14日 - 1989年8月7日）は、日本の政治家。元自由民主党衆議院議員。1980年勲二等旭日重光章受章。岳父は中野猛雄。

## 来歴
熊本県天草郡栖本村（現・天草市）の農家に生まれる。東京帝国大学農学部農学実科（実科は1935年に東京高等農林学校として独立、現・東京農工大学）を卒業後は帰郷し農作業に従事する。その後熊本県職員、栖本村長を経て、1953年の第26回衆議院議員総選挙に旧熊本2区にて自由党公認で立候補し初当選する。以後連続7回当選。
自民党では宏池会に所属する。自治政務次官、衆院大蔵委員長等を歴任。1972年にはリベリアのウィリアム・R・トルバート新大統領の就任式典に政府特使として派遣された。また全国離島振興対策審議会長も務め、経済企画庁の「離島振興課」新設に一役買った。
1989年8月7日、心不全のため逝去。享年80。